# Le Bouddha d'Azur
Le Bouddha d'Azur est une série de bande dessinée créée en 2005 par Cosey dans le no 3504 du journal Spirou.

## Univers

### Synopsis
Inde, 1955. Un jeune Anglais, Gifford, se joint à une expedition pour le Tibet sous occupation chinoise. Là bas, il fait la connaissance de Lahl, une jeune fille qui serait la 5e incarnation (tulku) d'une célèbre mystique tibétaine. Elle est une des rares personnes à connaître l'emplacement du Bouddha d'Azur, statue légendaire convoitée pour son or.

## Publication

### Revues
Le premier tome a été publié pour la première fois en 2005, du no 3504 au no 3513 du journal Spirou, et le deuxième en 2006 du no 3568 au no 3580.